# Boeckella propinqua
Boeckella propinqua is een eenoogkreeftjessoort uit de familie van de Centropagidae. De wetenschappelijke naam van de soort werd in 1904 voor het eerst geldig gepubliceerd door Georg Ossian Sars.